# Laura Ballesteros Mancilla
Laura Iraís Ballesteros Mancilla (Santiago de Querétaro, Querétaro; 19 de agosto de 1982) es una politóloga mexicana, miembro del partido Movimiento Ciudadano. Participó en las comisiones  de movilidad, transporte sustentable y derechos humanos.
Es Licenciada en Ciencia Política egresada  del Instituto Tecnológico y de Estudios Superiores de Monterrey (2004). Obtuvo la maestría en Dirección Estratégica y Gestión de la Innovación, con especialidad en Análisis de Escenarios por la Universidad Autónoma de Barcelona y la Universidad Carlos III de Madrid (2008).

## Preparación profesional
Laura Ballesteros fue Presidenta de la Asociación Latinoamericana de Ciencia Política (ALEGCIPOL) de 2003 a 2004. Fue consultora especializada en análisis de escenarios y tecnología aplicada a gobierno de 2005 a 2008.  En 2006 fundó el Observatorio Ciudadano para el Poder Legislativo A.C de 2010 a 2012. Fue Directora para México de la Fundación Mexicans and Americans Thinking Together de junio de 2009 a enero de 2012, coordinando el programa de repatriación y reintegración laboral “Yo Soy México”, para migrantes mexicanos que retornan de Estados Unidos.

## Carrera Política
Fue electa Diputada Local del Partido Acción Nacional por mayoría relativa en la VI Legislatura de la Asamblea Legislativa del Distrito Federal de septiembre de 2012 a agosto de 2015. Donde desempeñó el cargo de Secretaria de la Comisión de Derechos Humanos, además de integrar las Comisiones de Movilidad, Transporte, Asuntos Indígenas, Jurisdiccional y del Comité de Administración.
Fue Consejera Nacional y Regional del Partido Acción Nacional hasta su salida de dicho partido en marzo de 2015.

## Movilidad
Laura Ballesteros es especialista en temas de movilidad, mientras estuvo como legisladora en la VI legislatura de la ALDF, impulsó temas como la ley de movilidad... En julio de 2015, contribuyó a la primera regulación de Uber y Cabify en el Distrito Federal, de igual forma participó en la construcción del Nuevo Reglamento de Tránsito del Distrito Federal que fue publicado el 16 de agosto y que entrará en vigencia el 15 de diciembre de 2015.